# Locarno Festival 2024
La 77ª edizione del Locarno Film Festival si è svolta a Locarno dal 7 al 17 agosto 2024.
Il Festival del 2024 è stato presentato con la conferenza stampa che si è tenuta a Zurigo il 10 luglio 2024.
La serata del Prefestival è stata il 6 agosto con la proiezione in Piazza Grande del documentario Fiore mio di Paolo Cognetti.
Il 7 agosto è stato proiettato al Palexpo La folla (The Crowd) di King Vidor con accompagnamento dal vivo dell'Orchestra della Svizzera Italiana.

## Sezioni competitive

### Concorso internazionale
- Agora, regia di Ala Eddine Slim (Tunisia, Francia, Arabia Saudita, Qatar)
- Akiplėša, regia di Saulė Bliuvaitė (Lituania)
- Bogancloch, regai di Ben Rivers (Regno Unito, Germania, Islanda)
- Cent mille milliards, regia di Virgil Vernier (Francia)
- Der Spatz im Kamin, regia di Ramon Zürcher (Svizzera)
- Fogo do Vento, regia di Marta Mateus (Portogallo, Svizzera, Francia)
- Green Line, regia di Sylvie Ballyot (Francia, Libano, Qatar)
- La Mort viendra, regia di Christoph Hochhäusler (Germania, Lussemburgo, Belgio)
- Luce, regia di Silvia Luzi, Luca Bellino (Italia)
- Mond, regia di Kurdwin Ayub (Austria)
- Qīngchūn: Kǔ, regia di Wang Bing (Francia, Lussemburgo, Paesi Bassi)
- Salve Maria, regia di Mar Coll (Spagna)
- Sesės, regia di Laurynas Bareiša (Lituania)
- Sulla terra leggeri, regia di Sara Fgaier (Italia)
- Su-yucheon, regia di Hong Sang-soo (Corea del Sud)
- Transamazonia, regia di Pia Marais (Francia, Germania, Svizzera, Taiwan, Brasile)
- Yeni șafak solarken, regia di Gürcan Keltek (Turchia, Italia, Germania, Norvegia, Paesi Bassi)

### Concorso Cineasti del presente
- Crickets, It's Your Turn, regia di Olga Korotko (Francia, Kazakistan)
- Der Fleck, regia di Willy Hans (Germania, Svizzera)
- Fario, regia di Lucie Prost (Francia)
- Fekete Pont, regia di Bálint Szimler (Ungheria)
- Four Evil Deeds, regia di Richard Hunter (Regno Unito)
- Hanami, regia di Denise Fernandes (Svizzera, Portologallo, Capo Verde)
- Holy Electricity, regia di Tato Kotetishvili (Georgia, Paesi Bassi)
- Invention, regia di Courtney Stephens (Stati Uniti d'America)
- Joqtau, regia di Aruan Anartay (Kazakistan)
- Kada je Zazvonio Telefon, regia di Iva Radivojević (Serbia, Stati Uniti)
- Kouté Vwa, regia di Maxime Jean-Baptiste (Francia, Guyana francese)
- Les Enfants Rouges, regia di Lotfi Achour (Tunisia, Francia, Belgio, Polonia)
- Monólogo Colectivo, regia di Jessica Sarah Rinland (Argentina, Regno Unito)
- Olivia & Las Nubes, regia di Tomás Pichardo-Espaillat (Repubblica	Dominicana)
- Real, regia di Adele Tulli (Italia, Francia)

### Pardi di domani

#### Concorso internazionale
- 400 Cassettes, regia di Thelyia Petraki (Grecia, Germania)
- B(l)ind the Sacrifice, regia di Nakhane (Sudafrica)
- Despre Imposibilitatea unui Omagiu, regia di Xandra Popescu (Romania, Germania)
- Dull Spots of Greenish Colours, regia di Sasha Svirsky (Germania)
- Freak, regia di Claire Barnett (Stati Uniti d'America)
- Gender Reveal, regia di Mo Matton (Canada)
- Gimn Chume, regia di Ataka51 (Germania, Russia)
- Icebergs, regia di Carlos Pereira (Germania)
- Linnud Läinud regia di Anu-Laura Tuttelberg (Estonia, Lituania)
- Ludwig (Power Inferno), regia di Anton Bialas (Francia)
- Mother is a Natural Sinner, regia di Boris Hadžija, Hoda Taheri (Germania, Iran)
- Punter, regia di Jason Adam Maselle (Sudafrica, Stati Uniti)
- Que Te Vaya Bonito, Rico, regia di Joel Alfonso Vargas (Regno Unito, Stati Uniti)
- Razeh-Del, regia di Maryam Tafakory (Iran, Regno Unito, Italia)
- Soleil Gris, regia di Camille Monnier (Francia, Belgio)
- The Calvary, regia di Alina Orlov (Canada, Stati Uniti, Israele)
- The Form, regia di Melika Pazouki (Iran)
- The Nature of Dogs, regia di Pom Bunsermvicha (Thailandia, Stati Uniti, Singapore, Hong Kong)
- Washhh, regia di Mickey Lai (Malaysia, Irlanda)
- What Mary Didn't Know, regia di Konstantina Kotzamani (Francia, Grecia, Svezia)

#### Concorso nazionale
- Better Not Kill the Groove, regia di Jonathan Leggett (Svizzera)
- Looking She Said I Forget, regia di Naomi Pacifique (Svizzera, Paesi Bassi)
- Lux Carne, regia di Gabriel Grosclaude (Svizzera)
- Maman Danse, regia di Mégane Brügger (Svizzera)
- Métropole, regia di Theo Kunz (Svizzera)
- Progress Mining, regia di Gabriel Böhmer (Regno Unito, Svizzera)
- Revier, regia di Felix Scherrer (Svizzera)
- Sans Voix, regia di Samuel Patthey (Svizzera)
- Sky Rogers: Manager de Stars, regia di Ciel Sordeau (Svizzera)
- Tinderboys, regia di Sarah Bucher, Carlos Tapia (Svizzera)

#### Concorso Corti d'autore
- 1 Hijo & 1 Padre, regia di Andrés Ramírez Pulido (Francia, Colombia)
- Like What Would Sorrow Look (Chou He Zhuang), regia di Hao Zhou (Cina)
- The Masked Monster (Gwe-in esi jeongche), regia di Syeyoung Park (Corea del Sud)
- Jours avant la mort de Nicky, regia di Denis Côté (Canada)
- La Fille qui Explose, regia di Caroline Poggi e Jonathan Vinel (Francia)
- Les Bouches, regia di Valentin Merz (Svizzera, Messico)
- My Life is Wind (a letter), regia di Anahita Ghazvinizadeh (Stati Uniti, Svezia)
- Practice, Practice, Practice, regia di Kevin Jerome Everson (Stati Uniti d'America)
- Revolving Rounds, regia di Johann Lurf, Christina Jauernik (Austria)
- Upshot, regia di Maha Haj	(Palestina, Italia, Francia)

### Piazza Grande
- Electric Child, regia di Simon Jaquemet (Svizzera, Germania, Paesi Bassi, Filippine, 2024)
- Gaucho Gaucho, regia di Michael Dweck, Gregory Kershaw (Stati Uniti, Argentina, 2024)
- Le Déluge - Gli ultimi giorni di Maria Antonietta (Le Déluge), regia di Gianluca Jodice (Italia, Francia, 2024) - film di apertura
- Le Procès du chien, regia di Lætitia Dosch (Svizzera, Francia, 2024) - film di chiusura
- Mexico 86, regia di César Díaz (Belgio, Francia, 2024)
- Reinas, regia di Klaudia Reynicke (Svizzera, Perù, Spagna, 2024)
- Rita, regia di Paz Vega (Spagna, 2024)
- Sauvages, regia di Claude Barras (Svizzera, Francia, Belgio, 2024)
- Sew Torn, regia di Freddy Macdonald (Stati Uniti, Svizzera, 2024)
- Shambhala, regia di Min Bahadur Bham (Nepal, Francia, Norvegia, Turchia, Hong Kong, Taiwan, Stati Uniti, Qatar, 2024)
- The Fall (Restored Cut), regia di Tarsem Singh (Sudafrica, India, Regno Unito, 2024)
- La signora di Shanghai (The Lady from Shanghai), regia di Orson Welles (Stati Uniti, 1947)
- Lezioni di piano (The Piano), regia di Jane Campion (Australia, Nuova Zelanda, Francia, 1993)
- Il seme del fico sacro (Dāne-ye anjīr-e ma'ābed), regia di Mohammad Rasoulof (Iran, Germania, Francia, 2024)
- Timestalker, regia di Alice Lowe (Regno Unito, 2024)
- La donna è donna (Une femme est une femme), regia di Jean-Luc Godard (Francia, Italia, 1961)

## Sezioni non competitive

### Fuori concorso
- Bang Bang, regia di Vincent Grashaw (Stati Uniti d'America)
- Cartas Telepáticas, regia di Edgar Pêra (Portogallo)
- Dragon Dilatation, regia di Bertrand Mandico (Francia)
- Espèce menacée, regia di Bruno Deville (Svizzera)
- Fréwaka, regia di Aislinn Clarke (Irlanda)
- La Passion selon Béatrice, regia di Fabrice Du Welz (Francia, Belgio)
- La prodigiosa trasformazione della classe operaia in stranieri, regia di Samir (Svizzera, Italia)
- La vita accanto, regia di Marco Tullio Giordana (Italia)
- Ma Famille chérie, regia di Isild Le Besco (Francia)
- Opt ilustrate din lumea ideală, regia di Radu Jude, Christian Ferencz-Flatz (Romania)
- Sleep #2, regia di Radu Jude (Romania)

### Retrospettiva
La retrospettiva The Lady with the Torch, in occasione del centenario della Columbia Pictures, è stata organizzata in collaborazione con la Cinémathèque suisse e Sony Pictures, curata da Ehsan Khoshbakht, co-direttore della rassegna Il Cinema Ritrovato di Bologna. La retrospettiva è stata presentata il 28 marzo 2024 all'Academy Museum of Motion Pictures di Los Angeles.
- Oro (Wall Street), regia di Roy William Neill (Stati Uniti, 1929)
- Brothers, regia di Walter Lang (Stati Uniti, 1930)
- Tre maniere d'amare (Three Wise Girls), regia di William Beaudine (Stati Uniti, 1932)
- Vanity Street, regia di Nicholas Grinde (Stati Uniti, 1932)
- Washington Merry-Go-Round, regia di James Cruze (Stati Uniti, 1932)
- Vicino alle stelle (Man's Castle), regia di Frank Borzage (Stati Uniti, 1933)
- Umpa, regia di Archie Gottler (Stati Uniti, 1933) - cortometraggio
- Ventesimo secolo (Twentieth Century), regia di Howard Hawks (Stati Uniti, 1934)
- Sarò tua (If You Could Only Cook), regia di William A. Seiter (Stati Uniti, 1935)
- Tutta la città ne parla (The Whole Town's Talking), regia di John Ford (Stati Uniti, 1935)
- La moglie di Craig (Craig's Wife), regia di Dorothy Arzner (Stati Uniti, 1936)
- Disorder in the Court, regia di Preston Black (Stati Uniti, 1936) - cortometraggio
- È arrivata la felicità (Mr. Deeds Goes to Town), regia di Frank Capra (Stati Uniti, 1936)
- Lasciateci vivere! (Let Us Live), regia di John Brahm (Stati Uniti, 1939)
- Pest from the West, regia di Del Lord (Stati Uniti, 1939) - cortometraggio
- Girls Under 21, regia di Max Nosseck (Stati Uniti, 1940)
- You Nazty Spy!, regia di Jules White (Stati Uniti, 1940) - cortometraggio
- Under Age, regia di Edward Dmytryk (1941)
- Mia sorella Evelina (My Sister Eileen), regia di Alexander Hall (Stati Uniti, 1942)
- Un evaso ha bussato alla porta (The Talk of the Town), regia di George Stevens (Stati Uniti, 1942)
- Sahara, regia di Zoltán Korda (Stati Uniti, 1943)
- Address Unknown, regia di William Cameron Menzies (Stati Uniti, 1944)
- Nessuno sfuggirà (None Shall Escape), regia di André De Toth (Stati Uniti, 1944)
- Ancora insieme (Together Again), regia di Charles Vidor (Stati Uniti, 1944)
- Mysterious Intruder, regia di William Castle (Stati Uniti, 1946)
- Tutti gli uomini del re (All the King's Men), regia di Robert Rossen  (Stati Uniti, 1949)
- Mani lorde (The Undercover Man), regia di Joseph H. Lewis (Stati Uniti, 1949)
- Le colline camminano (The Walking Hills), regia di John Sturges (Stati Uniti, 1949)
- La città del terrore (The Killer That Stalked New York), regia di Earl McEvoy (Stati Uniti, 1950)
- La follia del silenzio (Pickup), regia di Hugo Haas (Stati Uniti, 1951)
- The First Time, regia di Frank Tashlin (Stati Uniti, 1952)
- Il suo onore gridava vendetta (Gun Fury), regia di Raoul Walsh (Stati Uniti, 1953)
- Il grande caldo (The Big Heat), regia di Fritz Lang (Stati Uniti, 1953)
- Il muro di vetro (The Glass Wall), regia di Maxwell Shane (Stati Uniti, 1953)
- La ragazza del secolo (It Should Happen to You), regia di George Cukor (Stati Uniti, 1954)
- Mia sorella Evelina (My Sister Eileen), regia di Richard Quine (Stati Uniti, 1955)
- Picnic, regia di Joshua Logan (Stati Uniti, 1955)
- L'ultima frontiera (The Last Frontier), regia di Anthony Mann (Stati Uniti, 1955)
- La rivolta delle recluse (Women's Prison), regia di Lewis Seiler (Stati Uniti, 1955)
- Vittoria amara (Bitter Victory), regia di Nicholas Ray (Stati Uniti, 1957)
- Il sentiero della violenza (Gunman's Walk), regia di Phil Karlson (Stati Uniti, 1958)
- Assassinio per contratto (Murder by Contract), regia di Irving Lerner (Stati Uniti, 1958)
- L'albero della vendetta (Ride Lonesome), regia di Budd Boetticher (Stati Uniti, 1959)

### Histoire(s) du cinéma
- Jonas che avrà vent'anni nel 2000 (Jonas qui aura 25 ans en l'an 2000), regia di Alain Tanner (Svizzera, Francia, 1976)
- Le ore dell'amore, regia di Luciano Salce (Italia, 1963)
- Onda Nova, regia di José Antonio Garcia e Ícaro Martins (Brasile, 1983)
- Strada senza ritorno (Street of No Return), regia di Samuel Fuller (Francia, Portogallo, 1989)

#### Cinéma Suisse Redécouvert
- L'Allégement, regia di Marcel Schüpbach (Svizzera, 1983)
- Repérages, regia di Michel Soutter (Francia, Svizzera, 1977)

#### Excellence Award Davide Campari Mélanie Laurent and Guillaume Canet
- Mio figlio (Mon garçon), regia di Christian Carion (Francia, Belgio, 2017)

#### Heritage Online
- Les parias du cinéma, regia di Idrissa Ouédraogo (Svizzera, 1997) - cortometraggio
- Mulher de Verdade, regia di Alberto Cavalcanti (Brasile, 1954)
- Samba Traoré, regia di Idrissa Ouédraogo (Francia, Burkina Faso, Svizzera, 1992)

#### Homage to Stan Brakhage
Il Locarno Film Festival 2024 ha reso omaggio allo statunitense Stan Brakhage, definito «uno dei più grandi registi sperimentali».
- Cat's Cradle (Stati Uniti, 1959)
- Dog Star Man: Prelude (Stati Uniti, 1961)
- Mothlight (Stati Uniti, 1963)
- Murder Psalm (Stati Uniti, 1980)
- The Dante Quartet (Stati Uniti, 1987)
- The Wonder Ring (Stati Uniti, 1955)
- Untitled (For Marilyn) (Stati Uniti, 1992)
- Window Water Baby Moving (Stati Uniti, 1959)

#### Leopard Club Award Irène Jacob
- Tre colori - Film rosso (Trois couleurs : Rouge), regia di Krzysztof Kieślowski (Francia, Svizzera, Polonia, 1994)

#### Lifetime Achievement Award Alfonso Cuarón
- I figli degli uomini (Children of Men), regia di Alfonso Cuarón (Stati Uniti, Gran Bretagna, Giappone, 2006)

#### Opening Concert
- La folla (The Crowd), regia di King Vidor (Stati Uniti, 1928)

#### Pardo alla Carriera Ascona-Locarno Tourism Shah Rukh Khan
- Devdas, regia di Sanjay Leela Bhansali (India, 2002)

#### Pardo d'Onore Manor Jane Campion
- Un angelo alla mia tavola (An Angel at My Table), regia di Jane Campion (Nuova Zelanda, 1990)

#### Raimondo Rezzonico Award Stacey Sher
- Django Unchained, regia di Quentin Tarantino (Stati Uniti, 2012)
- Erin Brockovich - Forte come la verità (Erin Brockovich), regia di Steven Soderbergh (Stati Uniti, 2000)

#### Vision Award Ticinomoda Ben Burtt
- Indiana Jones e l'ultima crociata (Indiana Jones and the Last Crusade), regia di Steven Spielberg (Stati Uniti, 1989)

### Open Doors Screenings
Terzo anno del progetto triennale 2022-2024 di presentazione di cortometraggi e lungometraggi realizzati nella regione dei Caraibi, dell'America Centrale e dell'America del Sud.
- Aforismos del lago, regia di Humberto González Bustillo (Venezuela, 2021)
- Black Mother, regia di Khalik Allah (Giamaica, 2018)
- De reinas y otros colores, regia di Juan Herrera Zuluaga (Guatemala, 2021)
- Eami, regia di Paz Encina (Paraguay, Argentina, Messico, Germania, Stati Uniti, Paesi Bassi, Francia, 2022)
- I Love Papuchi, regia di Rosa María Rodríguez Pupo (Cuba, 2018)
- Kenbe Alaba, regia di Wendy Desert (Haiti, 2020)
- La bachata de Bionico, regia di Yoel Morales (Repubblica Dominicana, 2024)
- La piel del agua, regia di Patricia Velásquez (Costa Rica, Cile, 2024)
- La playa de los enchaquirados, regia di Iván Mora Manzano (Ecuador, 2021)
- Las Maravillas, regia di 	Rob Mendoza (Ecuador, 2024)
- Lo que los humanos ven como sangre los jaguares ven como chicha, regia di Luciana Decker Orozco (Bolivia, 2023)
- Los capítulos perdidos, regia di Lorena Alvarado (Venezuela, Stati Uniti, 2024)
- Raíz, regia di Franco García Becerra (Perù, Cile, 2024)
- Sirena, regia di 	Olivia De Camps (Repubblica Dominicana, 2024)
- Tierra de Leche, regia di Milton Guillén, Fiona Guy Hall (Nicaragua, Stati Uniti, 2023)
- Twa fèy, regia di Eléonore Coyette, Sephora Monteau (Haiti, Belgio, 2021)
- Uncivilized, regia di Michael Lees (Dominica 2019)

### Locarno Kids Screenings
- Akiko, der fliegende Affe, regia di Veit Helmer (Germania, 2024)
- Au pays des têtes, regia di Claude Barras, Cédric Louis (Svizzera, Canada, 2009)
- Banquise, regia di Claude Barras, Cédric Louis (Svizzera, 2005)
- I fratelli Dinamite, regia di Nino Pagot (Italia, 1949)
- Igrišča ne damo, regia di Klemen Dvornik (Slovenia, Repubblica Ceca, Croazia, Serbia, 2024)
- I colori dell'anima - The Colors Within (Kimi no Iro), regia di Naoko Yamada (Giappone, 2024)
- La Femme canon, regia di Albertine Zullo, David Toutevoix (Svizzera, Francia, Canada, 2017)
- La Petite et le vieux, regia di Patrice Sauvé (Canada, 2024)
- Le Génie de la boîte de raviolis, regia di Claude Barras (Svizzera, 2006)
- Living Large, regia di Kristina Dufková (Repubblica Ceca, Slovacchia, Francia, 2024)
- La mia vita da Zucchina (Ma vie de Courgette), regia di Claude Barras (Svizzera, 2016)
- Sainte Barbe, regia di Claude Barras, Cédric Louis (Svizzera, Canada, 2007)
- Una barca in giardino (Slocum et moi), regia di Jean-François Laguionie (Lussemburgo, Francia, 2024)
- Un enfant commode, regia di Cédric Louis (Svizzera, 2013)

## Sezioni parallele

### Semaine de la Critique
A cura dell'Associazione svizzera dei giornalisti cinematografici.
- A Sisters' Tale, regia di Leila Amini (Svizzera, Francia, Iran)
- Dear Beautiful Beloved, regia di Juri Rechinsky (Austria)
- Familiar Places, regia di	Maia Reinhardt (Germania)
- Formas de atravesar un territorio, regia di Gabriela Domínguez Ruvalcaba (Messico)
- Jenseits von Schuld, regia di Katharina Köster, Katrin Nemec (Germania)
- La Déposition, regia di Claudia Marschal (Francia)
- Wir Erben, regia di Simon Baumann (Svizzera)

### Panorama Suisse
- Bergfahrt - Reise zu den Riesen, regia di Dominique Margot (Svizzera)
- Blackbird Blackbird Blackberry, regia di 	Elene Naveriani (Svizzera, Georgia)
- Die Anhörung, regia di Lisa Gerig (Svizzera)
- Jakobs Ross, regia di Katalin Gödrös (Svizzera, Lussemburgo)
- La scomparsa di Bruno Bréguet, regia di Olmo Cerri (Svizzera)
- Les Paradis de Diane, regia di Carmen Jaquier, Jan Gassmann (Svizzera)
- Le Vent qui siffle dans les grues, regia di Jeanne Waltz (Portogallo, Svizzera)
- Retour en Alexandrie, regia di Tamer Ruggli (Svizzera, Francia)
- Riverboom, regia di Claude Baechtold (Svizzera)
- The Landscape and the Fury, regia di Nicole Vögele (Svizzera)

## Giurie
In sede di conferenza stampa di presentazione del Festival sono state comunicate le Giurie:

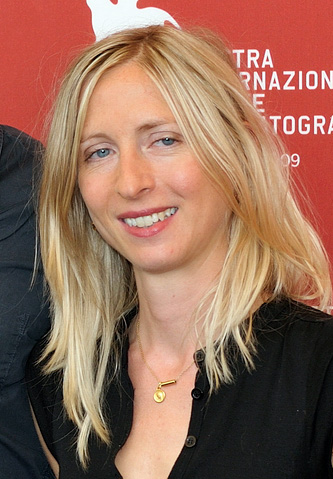
Jessica Hausner, presidente di giuria

### Concorso Internazionale
- Jessica Hausner, regista (Austria) - Presidente
- Diana Elbaum, produttrice (Belgio)
- Payal Kapadia, regista (India)
- Luca Marinelli, attore (Italia)
- Tim Blake Nelson, regista (Stati Uniti)

### Cineasti del presente
- C.J. Obasi, regista (Nigeria)
- Lina Soualem, regista (Francia)
- Charles Tesson, critico cinematografico (Francia)

### Pardi di domani
- Licia Eminenti, sceneggiatrice (Italia)
- Laza Razanajatovo, regista (Madagascar)
- Juliette Schrameck, produttrice (Francia)

### Opera prima
- Khalil Benkirane, regista (Marocco)
- Alma Pöysti, attrice (Finlandia)
- Esmé Sciaroni, truccatrice (Svizzera)

### Pardo Verde
- Kantarama Gahigiri, regista (Ruanda)
- Cédric Succivalli, critico cinematografico (Francia)
- Daniel Wiener, giornalista (Svizzera)

## Premi
La cerimonia di premiazione si è tenuta il 17 agosto 2024.

### Concorso Internazionale
- Pardo d'oro: Akiplėša di Saulė Bliuvaitė
- Premio speciale della giuria: Mond di Kurdwin Ayub
- Pardo d'argento per la miglior regia: Laurynas Bareiša per Sesės
- Pardo per la miglior interpretazione:
  - Gelminė Glemžaitė, Agnė Kaktaitė, Giedrius Kiela, Paulius Markevičius per Sesės
  - Kim Min-hee  per Su-yucheon
- Menzioni speciali:
  - Qīngchūn: Kǔ di Wang Bing
  - Salve Maria di Mar Coll

### Cineasti del presente
- Pardo d'oro Cineasti del presente: Holy Electricity di Tato Kotetishvili
- Premio per il miglior regista emergente: Denise Fernandes per Hanami
- Premio speciale della giuria CINÉ+: Kouté Vwa di Maxime Jean-Baptiste
- Pardo per la migliore interpretazione:
  - Callie Hernandez per Invention
  - Anna Mészöly per Fekete Pont
- Menzioni speciali:
  - Fekete Pont di Bálint Szimler
  - Kada je Zazvonio Telefon di Iva Radivojević

### Pardi di domani

#### Concorso Corti d'autore
- Pardino d'oro Swiss Life per il miglior cortometraggio d'autore: Upshot di Maha Haj
- Menzione speciale: The Masked Monster (Gwe-in esi jeongche) di Park Syeyoung
- Cortometraggio candidato del Locarno Film Festival agli European Film Awards: La Fille qui Explose di Caroline Poggi e Jonathan Vinel

#### Concorso internazionale
- Pardino d'oro SRG SSR per il miglior cortometraggio internazionale: Washhh di Mickey Lai
- Pardino d'argento SRG SSR per il Concorso Internazionale: Gimn Chune (Hymn of the Plague) di Ataka51
- Premio per la migliore regia Pardi di domani – BONALUMI Engineering: Joel Alfonso Vargas per Que te Vaya Bonito, Rico
- Premio Medien Patent Verwaltung AG: The Form di Melika Pazouki
- Menzione speciale: Freak di Claire Barnett

#### Concorso nazionale
- Pardino d'oro Swiss Life per il miglior cortometraggio svizzero: Sans Voix di Samuel Patthey
- Pardino d’argento Swiss Life per il Concorso nazionale: Better Not Kill the Groove di Jonathan Leggett
- Premio per la migliore speranza svizzera: Gabriel Grosclaude per Lux Carne
- Menzione speciale: Progress Mining di Gabriel Böhmer

### Opera prima
- Swatch First Feature Award: Akiplėša di Saulė Bliuvaitė
- MUBI Award – Debut Feature: Green Line di Sylvie Ballyot
- Menzioni speciali:
  - Hanami di Denise Fernandes
  - Kouté Vwa di Maxime Jean-Baptiste

### Pardo Verde
- Pardo Verde Sostenuto dall'Ente Regionale per lo Sviluppo del Locarnese e Vallemaggia: Agora di Ala Eddine Sim
- Menzioni speciali:
  - Der Fleck di Willy Hans
  - Revolving Rounds di Johann Lurf, Christina Jauernik

### Piazza Grande
- Prix du Public UBS: Reinas di Klaudia Reynicke[10]
- Letterboxd Piazza Grande Award: Gaucho Gaucho di Michael Dweck, Gregory Kershaw[10]

### Premi giurie indipendenti
- Premio della Giuria ecumenica: Akiplėša di Saulė Bliuvaitė[11]
- Menzione speciale della Giuria ecumenica: Mond di Kurdwin Ayub[11]
- Premio della Giuria FIPRESCI: Qīngchūn: Kǔ di Wang Bing[12]
- Premio Europa Cinemas Label: Mond di Kurdwin Ayub[13]
- Premi della Giuria dei giovani
  - Primo premio: Green Line di Sylvie Ballyot
  - Secondo premio: Akiplėša di Saulė Bliuvaitė
  - Terzo premio: Salve Maria di Mar Coll
  - Premio «L'ambiente è qualità di vita»: Qīngchūn: Kǔ di Wang Bing
  - Premio miglior film del Concorso Cineasti del presente: Holy Electricity di Tato Kotetishvili
  - Menzione speciale Giuria Concorso Cineasti del presente: Olivia & Las Nubes di Tomás Pichardo-Espaillat
  - Premio migliore cortometraggio del Concorso internazionale della sezione Pardi di domani: Razeh-Del di Maryam Tafakory
  - Menzione speciale Giuria del Concorso internazionale della sezione Pardi di domani: Punter di Jason Adam Maselle
  - Premio migliore cortometraggio del Concorso nazionale della sezione Pardi di domani: Sans Voix di Samuel Patthey
  - Menzione speciale Giuria del Concorso nazionale della sezione Pardi di domani: Lux Carne di Gabriel Grosclaude
  - Premio migliore cortometraggio del Concorso Corti d’autore: Upshot di Maha Haj
  - Premio della sezione Open Doors Shorts: Twa fèy di Eléonore Coyette, Sephora Monteau
- Premio Semaine de la critique
  - Grand Prix: Wir Erben di Simon Baumann
  - Premio Marco Zucchi: La Déposition di Claudia Marschal

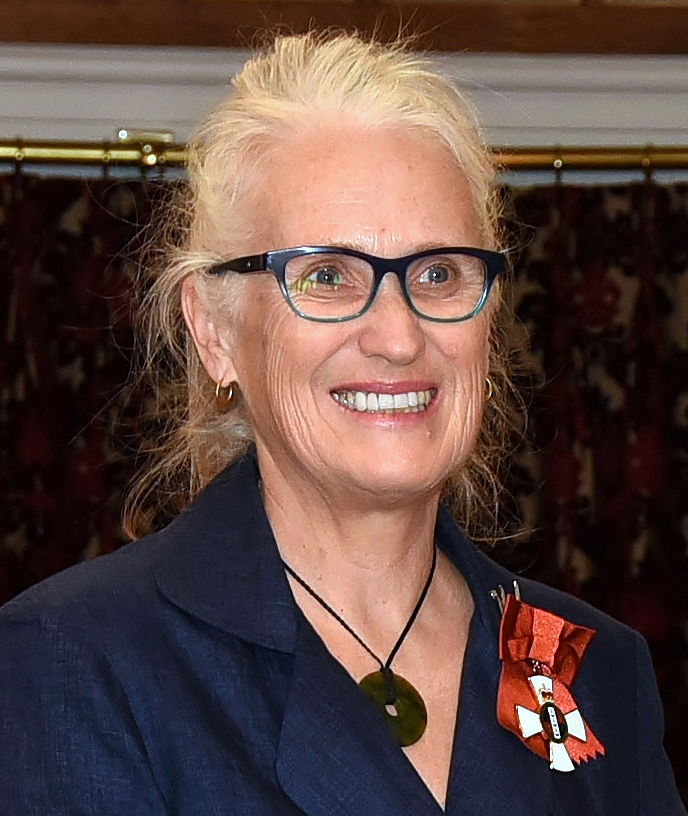
Jane Campion, Pardo d'onore 2024

### Premi speciali
Il Festival celebra ogni anno personalità che hanno fatto la storia del cinema, scegliendole come testimoni per un dialogo tra film di ieri e di oggi.
- Pardo d'onore Manor: Jane Campion[14]
- Pardo alla carriera Ascona-Locarno Turismo: Shah Rukh Khan[15]
- Premio Raimondo Rezzonico: Stacey Sher[16]
- Vision Award Ticinomoda: Ben Burtt[17]
- Lifetime Achievement Award: Alfonso Cuarón[18]
- Locarno Kids Award la Mobiliare: Claude Barras[19]
- Excellence Award Davide Campari: Mélanie Laurent e Guillaume Canet[20]
- Leopard Club Award: Irène Jacob[21]